# Mihovil Fantela
Mihovil Fantela (Zadar, Yugoslavia, 20 de marzo de 1990) es un deportista croata que compite en vela en la clase 49er. Su hermano Šime compite en el mismo deporte.
Ganó dos medallas en el Campeonato Mundial de 49er, oro en 2018 y bronce en 2022, y una medalla de bronce en el Campeonato Europeo de 49er de 2020.
Participó en los Juegos Olímpicos de Tokio 2020, ocupando el octavo lugar en la clase 49er.

## Palmarés internacional
| \| Campeonato Mundial \| Campeonato Mundial \| Campeonato Mundial \| Campeonato Mundial \| \| Año \| Lugar \| Medalla \| Clase \| \| ------------------ \| -------------------------- \| ------------------ \| ------------------ \| \| 2018 \| Aarhus (Dinamarca) \| Medalla de oro \| 49er \| \| 2022 \| St. Margarets Bay (Canadá) \| Medalla de bronce \| 49er \| \| Campeonato Europeo \| \| \| \| \| Año \| Lugar \| Medalla \| Clase \| \| 2020 \| Attersee (Austria) \| Medalla de bronce \| 49er \| |                            |                   |       |
| Campeonato Mundial |                            |                   |       |
| Año | Lugar                      | Medalla           | Clase |
| 2018 | Aarhus (Dinamarca)         | Medalla de oro    | 49er  |
| 2022 | St. Margarets Bay (Canadá) | Medalla de bronce | 49er  |
| Campeonato Europeo |                            |                   |       |
| Año | Lugar                      | Medalla           | Clase |
| 2020 | Attersee (Austria)         | Medalla de bronce | 49er  |